# Lynchburg (Carolina del Sud)
Lynchburg è un comune degli Stati Uniti d'America, situato in Carolina del Sud, nella Contea di Lee.